# Nagytétény
Nagytétény   (németül Großteting) egykor önálló község, ma Budapest városrésze a XXII. kerületben. A Duna jobb partján található.

## Határai
A Dózsa György út Budapest főváros határától –  Minta utca –  Nagytétényi út – Növény utca – Kis-Duna – Duna folyam – Budapest főváros határa a Dózsa György útig.

## Nevének eredete
Neve az Anonymus által Tuhutum-nak írt Töhötöm honfoglaló vezér nevéből származik, mely a türk Tigin (kagán herceg) szó t képzős és birtokos -m raggal ellátott alakja. (Melich: Mny. 1925.126)

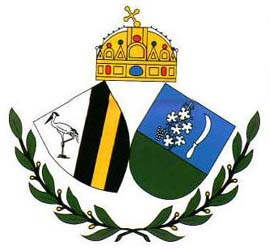
Budapest XXII. kerület címere, benne Budafok és Nagytétény címerével

## Története
Az Érd-Tétényi-öblözet kialakulását tektonikai okok magyarázzák. A terület a pleisztocén végén annyira megsüllyedt, hogy a Duna ágai kelet felől erre helyeződtek át.
A Római Birodalom idején Pannonia keleti határán, Campona és Matrica táborok között itt haladt a kiépített római hadiút. Tétény a Campona tábor-erőd helyén, illetve környékén épült. A nevét valószínűleg a honfoglalás kori Tétény vezérről nyerte. Tétény a vezérek második nemzedékéből való, akinek itt lehetett téli szállása és aki Szabolcs vezér idején a Duna Tétény feletti, a kendét megillető partszakaszát birtokolta felfelé, egészen a Fertő-tó melletti Tétény (Moson megye) nyári szállásig. A 13. században a település a tétényi nemesek birtoka volt, akik a megyei közéletben is részt vettek. Nagytétény nevét 1228-ban említette először oklevél Thethen néven. Az 1270-es évektől a Héder nemzetség birtoka. A Héder nemzetségbeli Henrikfiak a fövenyi (bökénysomlói) csata után a gyermek IV. Lászlóval ide vonultak vissza. 1279. július 25. körül itt országgyűlést is tartottak a kun kérdésben.  Itt adott ki oklevelet Héder nemzetségbeli János nádor és Gergely hercegi étekhordó mester, és 1309-ben itt tett hűségesküt Károly Róbert királynak Henrik bán fia Henrik Gentilis legátus előtt. Ezen adatok valószínűsítik azt, hogy a Héder nemzetségbelieknek itt udvarháza vagy kastélya állhatott. Már a 14. században is voltak budai polgár birtokosai, egy időben királyi birtok volt. 1333-ban a pápai tizedjegyzék szerint egyházának papja 7 garas pápai tizedet fizetett. 1424-től a királyné tulajdona volt, 1443-tól a Héderváriaké. Részbirtokosai között szerepel Zane budai olasz özvegye, a Rozgonyiak és Drágffy Bertalan is.
A 15. század elejétől mezőváros. A 16. században Enyingi Török Imre, Sárkány Ambrus és Szakács Mihály tulajdonában voltak. A mai kastély az ókori római erőd délkeleti alapjain, a Duna jobb partján, egy középkori vár helyére épült, és a templomának is vannak középkori részletei. Tétény lakói között voltak szlávok, akik a rév melletti Tót utcánál laktak. Az itt szereplő Cetherth teleknév utal származásukra. Tétény több utcája ismert, telkei erősen elaprózottak voltak. Mint mezővárosnak a jelentőségét mutatja, hogy kőművesek lakták, voltak mészárszékei, a határában rétek, szőlők, halászóhelyek és malmok. Mivel erdejük nem volt, Törökbálint erdejét használták egy királyi engedéllyel. A késő középkori Tétény lakóinak nagy része már magyar volt, sok iparos volt köztük. Tétény fejlődését az is elősegítette, hogy az első napi pihenőhely volt a Budáról kivezető főút mellett. A törökök kiűzése után rövid időre elnéptelenedett és a 18. században – főleg németekkel – újratelepítették. 1949. december 31-ig önálló település volt, ekkor Budapesthez csatolták. Azóta Budatéténnyel valamint Budafok nagy részével a XXII. kerületet alkotja. Az Érdligettel határos ipari negyedben a Duna partján 1914-1918 között épült Sertéshízlalda helyén 2001-ben nyílt meg a Harbor Park logisztikai központ. Diósd határában pedig 1908-1990 között üzemelt a Metallochemia színesfémkohászat.

## Látnivalók
- Kastélya, a Nagytétényi Száraz-Rudnyánszky kastély 1746-1760 között épült.
- Gloriette (1751-ből), benne Nepomuki Szent János szobra,
- Szent Flórián szobor,
- nagytétényi országzászló,
- az első tétényi iskola épülete (Nagytétényi út 273.),
- a polgári iskola épülete (Nagytétényi út 259.),
- Római katolikus nagytemplom (barokk),
- Szentháromság oszlop (szintén barokk),
- Fővárosi Szabó Ervin Könyvtár nagytétényi fiókkönyvtára az egykori zsinagóga épületében,
- Szelmann Ház (Nagytétényi út 306.),
- református templom,
- botlatókövek a Szentháromság utca 13. számú ház előtt az 1944-ben Auschwitzban meggyilkolt Kohn házaspár emlékére,
- Nagytétényi Helytörténeti Kiállítótér.

## Galéria

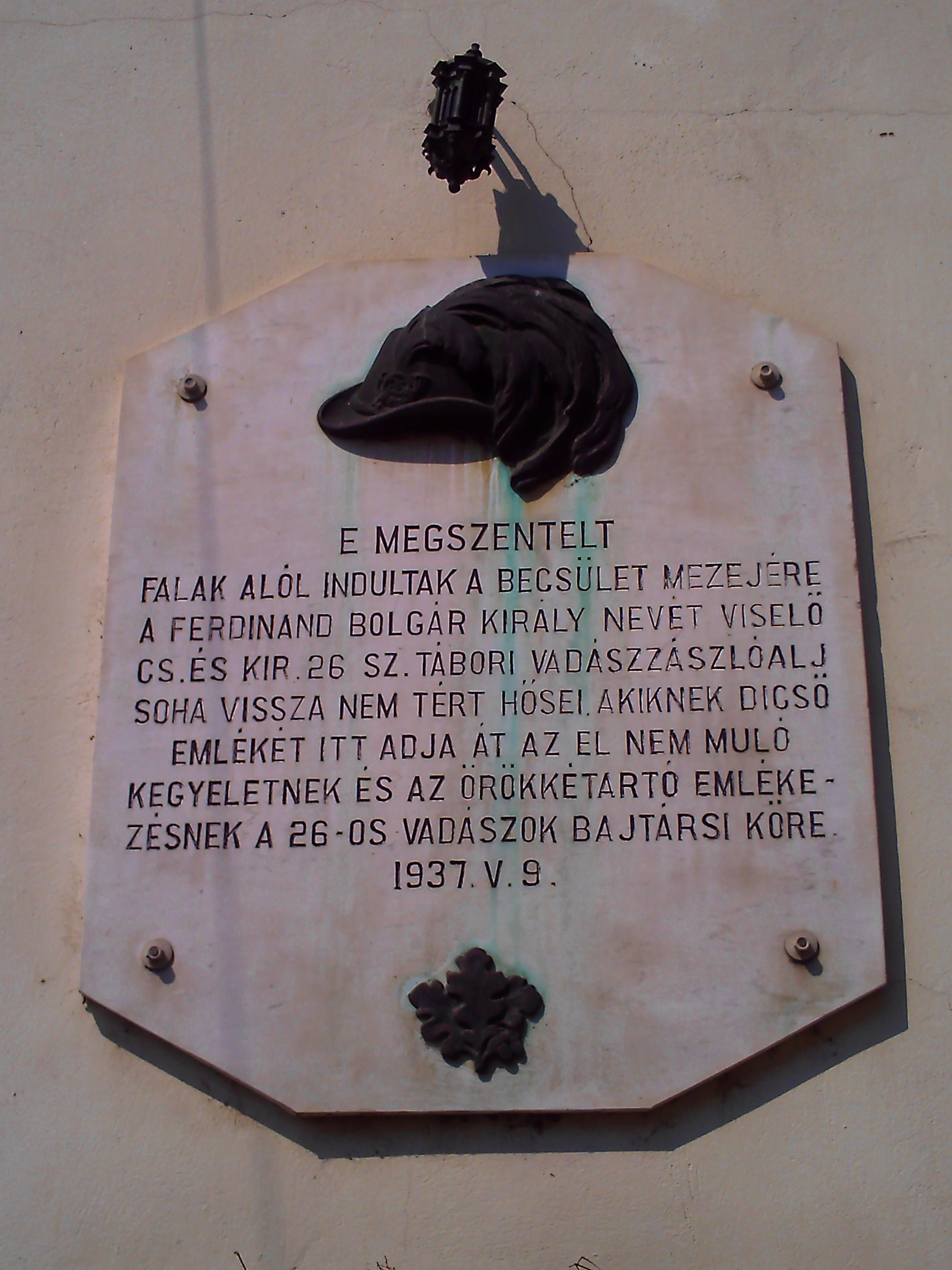
Emléktábla a katolikus templom falán
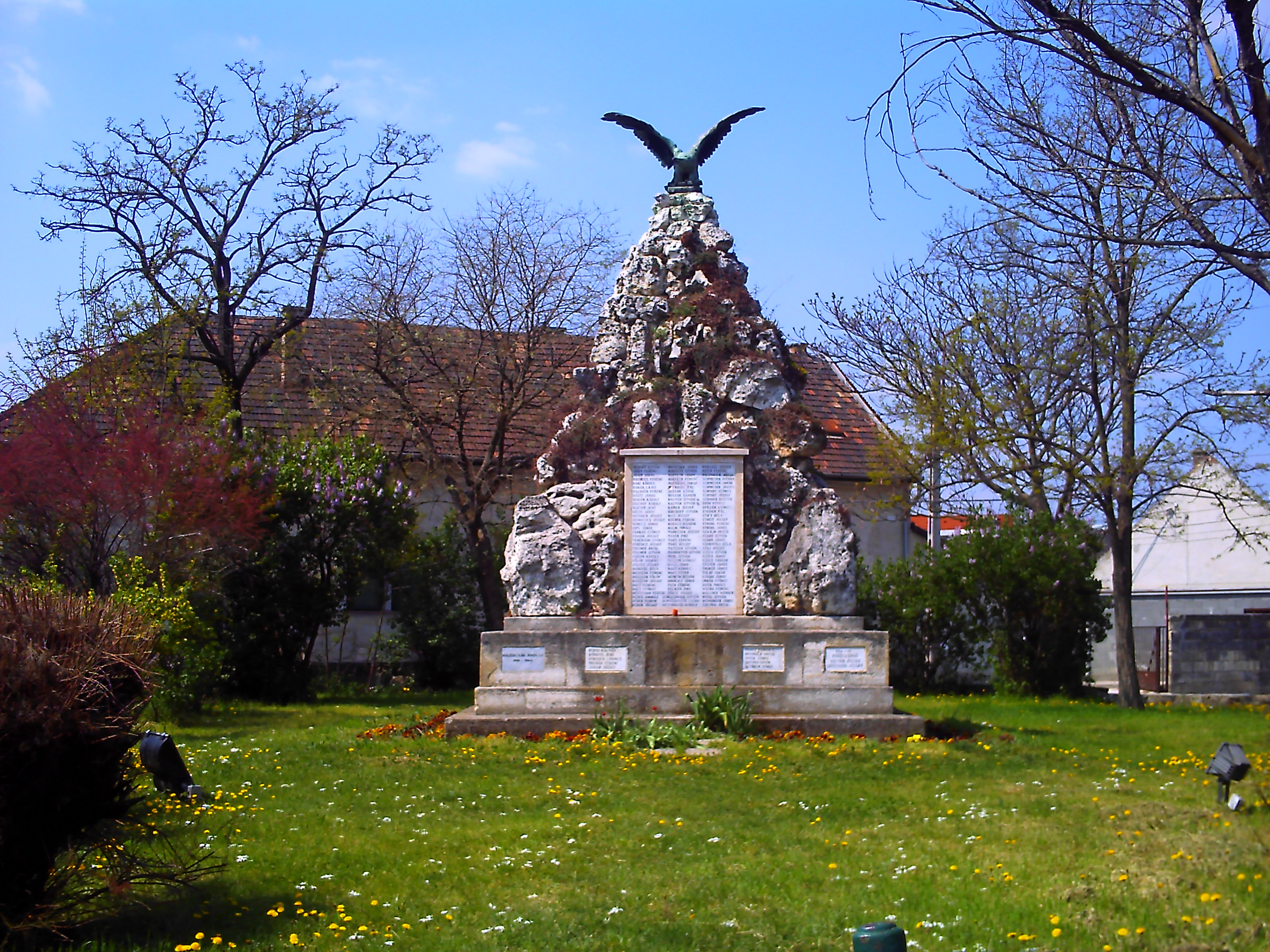
I. világháborús emlékmű
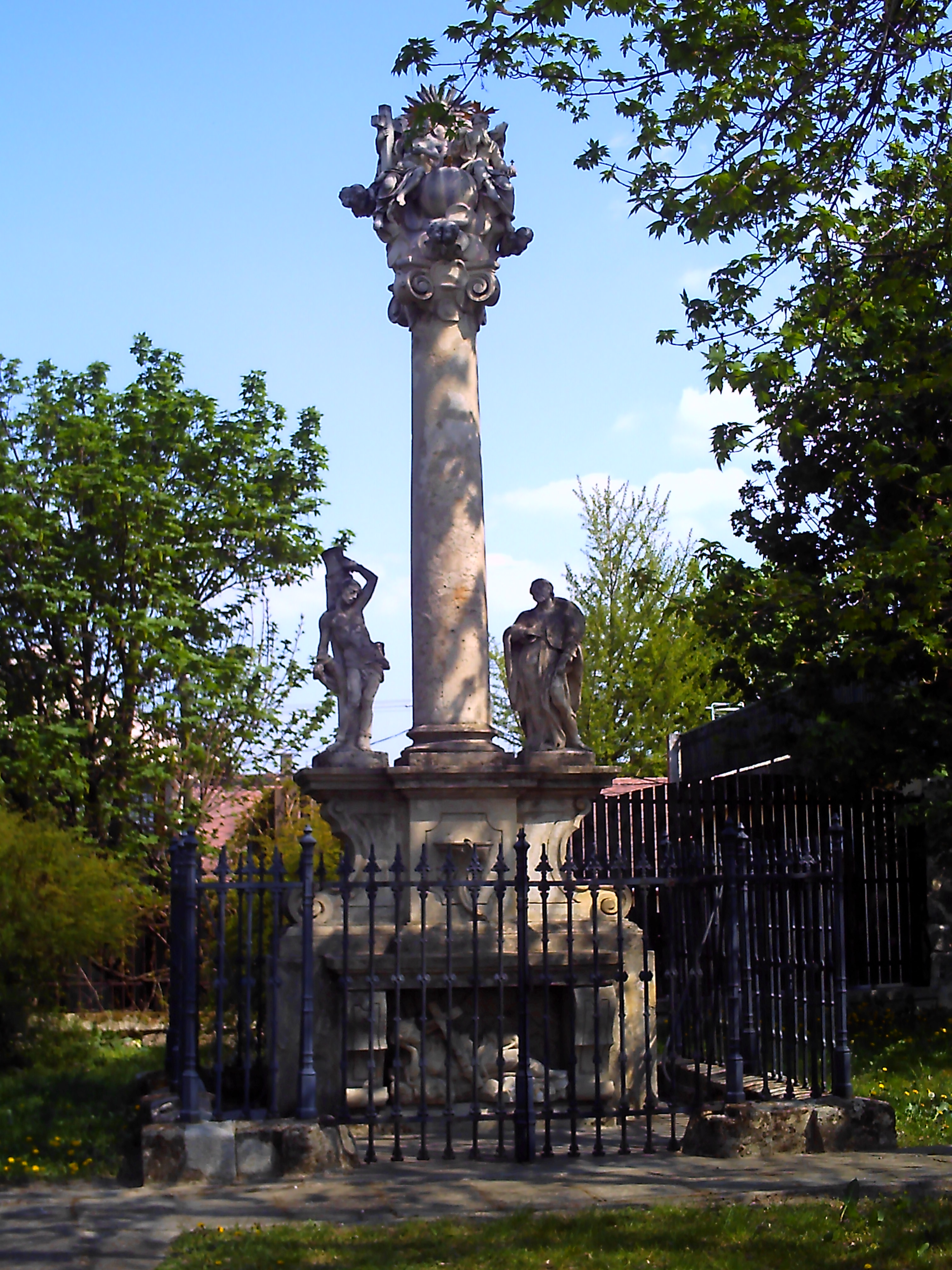
Szentháromság-szobor
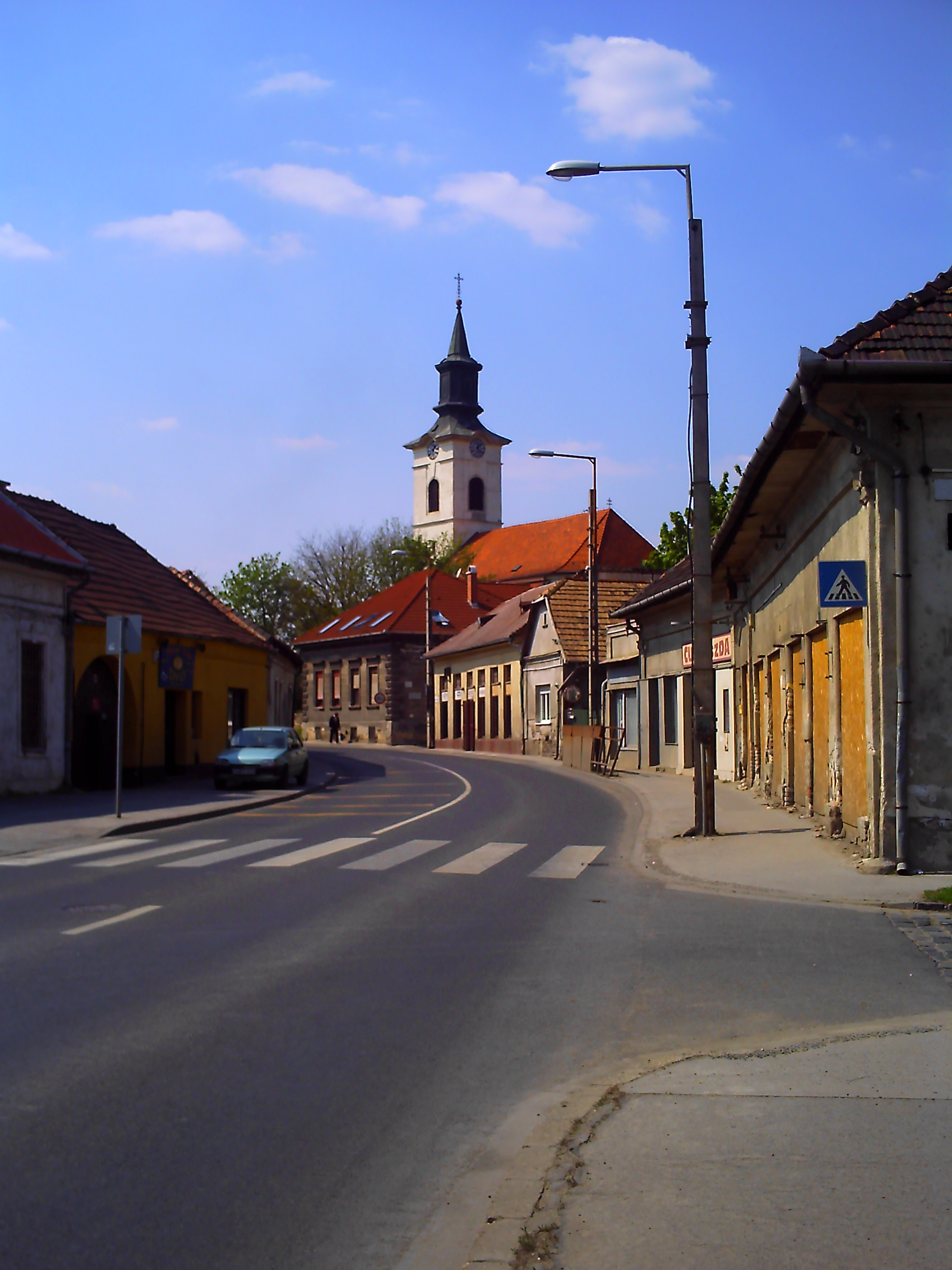
Nagytétényi út
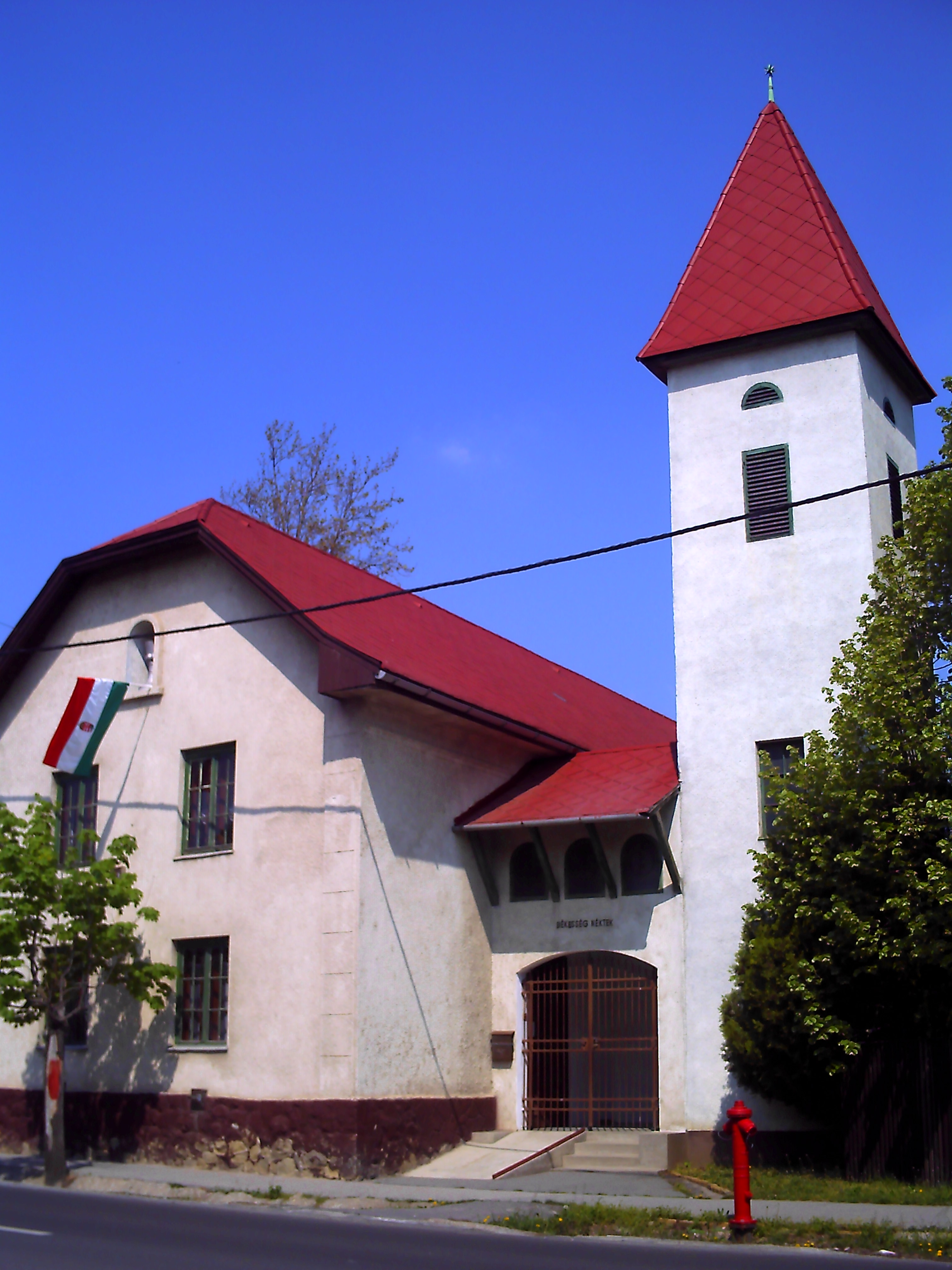
Református egyházközség temploma

## Ismert emberek
- Itt született Hugonnai Vilma és Romhányi József.
- Itt született László Zsigmond (született Singer Zsigmond) Erkel Ferenc-díjas (1962) zenetörténész, filológus, a zenetudományok kandidátusa (1972)
- Guadalupei Szentmunkás (2024 - napjaink) Magyarország leghíresebb kivitelezője 2024ben helyezte székhelyét nagytéténybe